# 구마모토 전기철도
구마모토 전기철도(일본어: 熊本電気鉄道)는 구마모토현 구마모토시 주오구 구로가미에 본사를 두는 철도・노선버스・대절 버스 사업자이다. 구마모토 시와 고시시를 연결하는 가미쿠마모토・후지사키구마에-미요시간의 철도와 구마모토 시・기쿠치시・야마가시 등의 지역에서 노선버스를 운영한다. 통칭은 구마모토
전철. 약칭은 구마덴(熊電,くまでん). 현지에서는 전철을 기쿠치 전철, 버스를 전철 버스라고 부르는 경우가 많다.
오랫동안 서일본 철도가 필두 주주였지만 (다만 동사의 계열・그룹 회사는 아니다), 2008년에 감소 증자를 실시해 주주 관계를 해소했다.

## 역사
- 1909년(메이지 42년)8월 15일 기쿠치 궤도 주식회사로서 설립.
- 1911년(메이지 44년)10월 1일 이케다(현재의 가미쿠마모토) -센단하타케(현재의 후지사키구마에)간이 증기 궤도로서 개업 개시.
- 1913년(다이쇼 2년)3월 15일 다카에-와이후(후의 기쿠치) 간이 증기 궤도로서 개통.
- 1913년(다이쇼 2년)8월 27일 이케다-와이후간이 증기 궤도로서 전노선 개통.
- 1923년(다이쇼 12년)8월 31일 전선 전철화 영업 개시.
- 1924년(다이쇼 13년)4월 1일 기쿠치 전기 궤도 주식회사로 회사명 변경.
- 1928년(쇼와 3년)7월 11일 가미쿠마모토-후지사키구마에간을 복선 운행 개시.
- 1942년(쇼와 17년)5월 1일 기쿠치 전기 철도 주식회사로 회사명 변경.
- 1945년(쇼와 20년)7월 1일 전재에 의해 전철 29량 중 10량, 화차 18량 중 8량이 소실.
- 1948년(쇼와 23년)1월 1일 구마모토 전기 철도 주식회사로 회사명 변경.
- 1950년(쇼와 25년)10월 1일 가미쿠마모토-기타쿠마모토간이 개업.
- 1954년(쇼와 29년)6월 1일 가미쿠마모토-후지사키구마에간을 폐지.
- 1971년(쇼와 46년)12월 11일 적자 삭감을 위해 이른 아침 및 야간의 전철 운행 중지, 이 시간대는 버스로 대행
- 1986년(쇼와 61년)2월 16일 미요시-기쿠치간을 폐지.

## 철도 사업

### 노선
- 기쿠치 선 가미쿠마모토역 - 미요시역 10.8 km
- 후지사키 선 기타쿠마모토 역 - 후지사키구마에 역 2.3 km

후지사키 선의 일부는 노면 전차처럼 궤도가 자동차가 달리는 도로상에 있는 병용 궤도로 되어 있다.

### 차량

#### 현존 차량

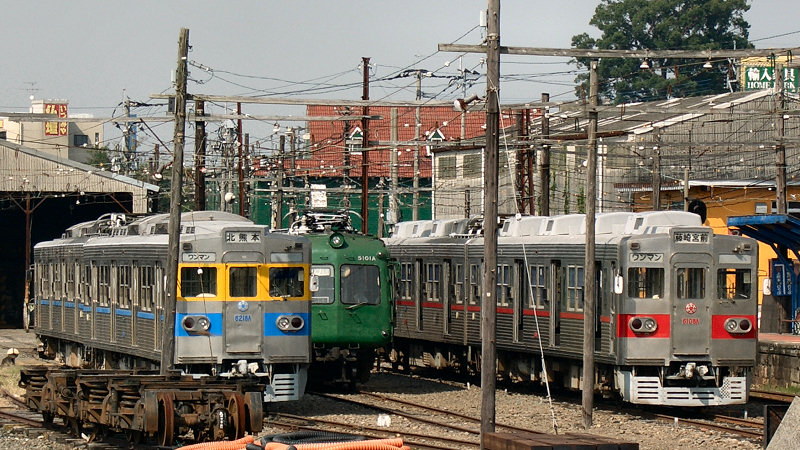
구마모토 전철의 차량군. 양단은 6000계,중앙은 5000계.

- 5000계 - 옛 도큐 5000계(초대)
- 6000계 - 옛 도쿄 도 교통국 6000형
- 200계(3대) - 옛 난카이 22000계
- 01계 - 옛 도쿄 지하철 01계 전동차

#### 과거의 차량
※이미 제적된 차량.
전기 기관차

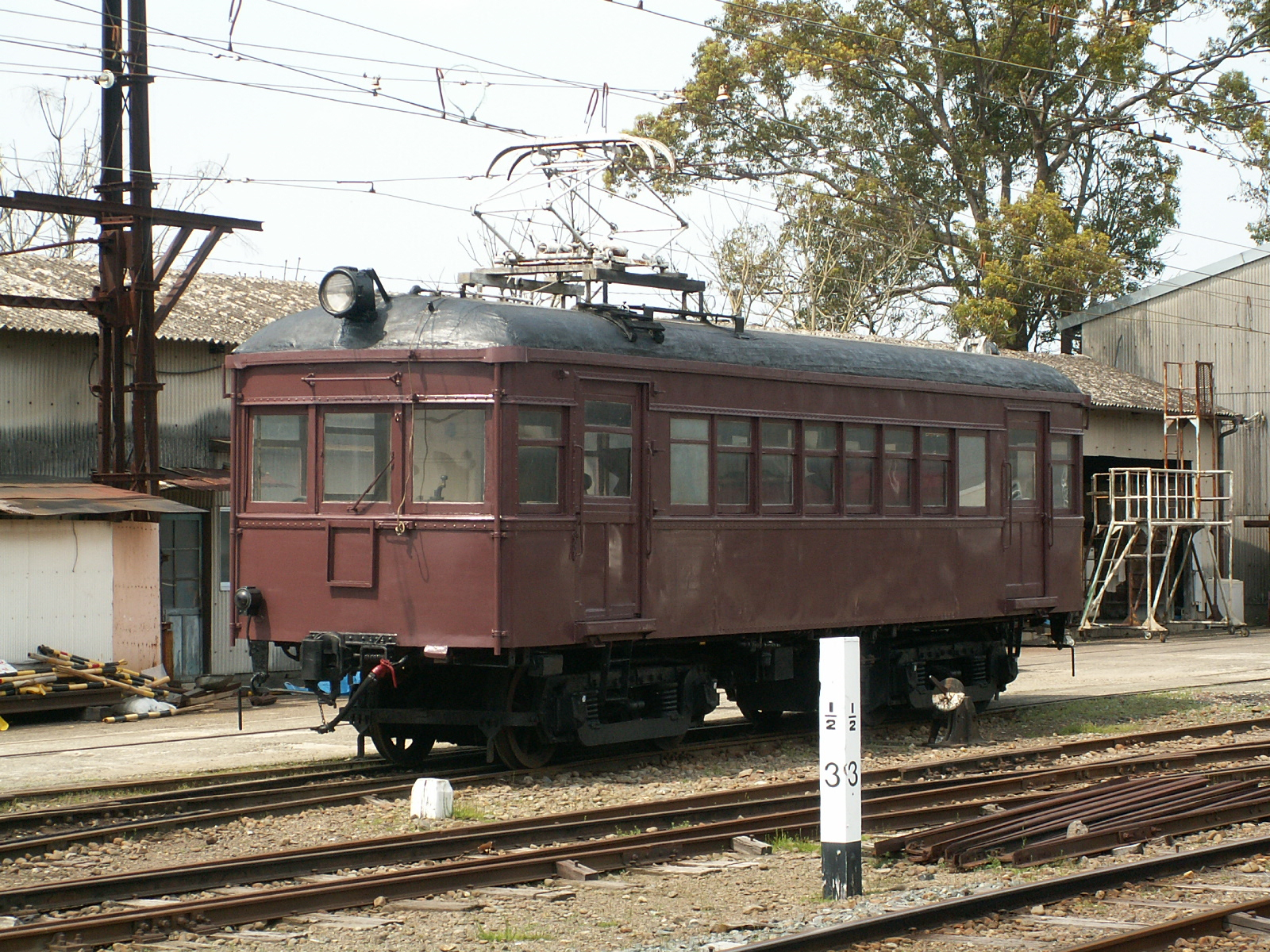
모하 71(2007년 3월)

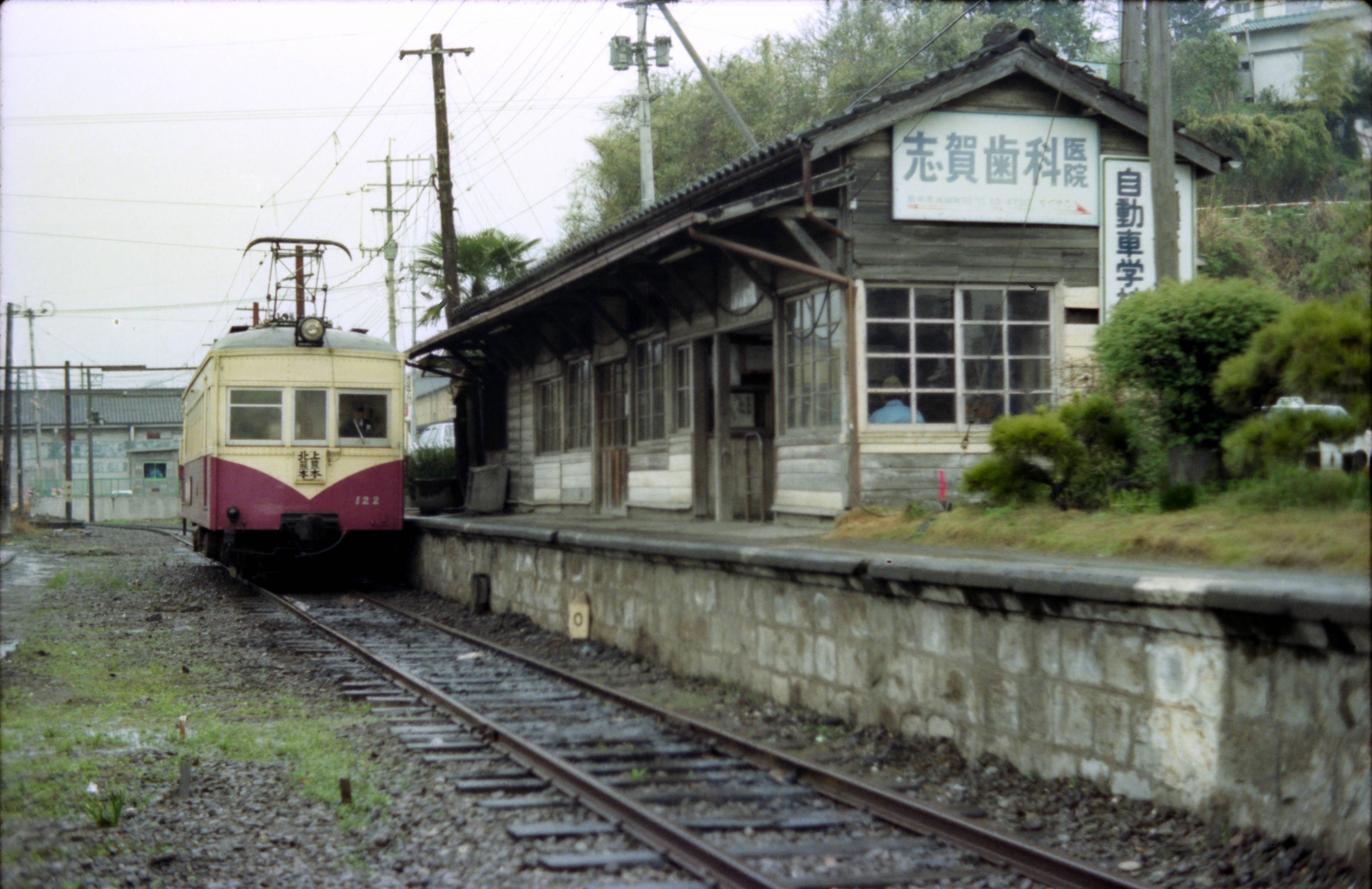
100형? 122호 (가미쿠마모토역, 1981년경)

- EB1 - 3 - 해군 아라오 공창으로부터의 차입차(소유자는 일본 제국 해군→미군→일본 대장성)

여객차
- 1 - 6→모하 1형 - 전철화에 수반해 신규 제조→1944년 모하 55형으로 개번
- 7・8→코하 31・32
- 23・64・68 - 72・76・77→1 - 9(1 - 8은 2대째) -옛 교토 시영 전차 협궤 1형
- 12 - 15→11 - 14 -옛 우에다 온천 전기 궤도 데 12형 12 - 15
- 모하 11・12(2대째) -옛 나고야 철도, 다케가하나 철도(현 메이테쓰 다케하나선) 인계차
- 모하 13・14(2대째) -옛 일본 철도성,(현・우베 선) 인계차(우베 전기 철도→우베 철도 데하 1・2)
- 모하 15・16 -옛 나고야 철도 모 45형 45・46,(현 메이테쓰 히로미선) 인계차,에 재양도
- 하 21・22 -옛 철도성
- 하 25 -옛 철도성, 아난 철도(현 무기 선) 인계차
- 모하 41→호하 41 -옛 나고야 철도
- 모하 51 - 54
- 모하 55・56 -옛 모하 1형
- 호 하 57・58 -원 모하 55・56
- 모하 71형(71 - 73) -옛 일본국유철도(국철) 모하 90형, 히로하마 철도(현 가베 선) 인계차
  - 모하 71은 차적은 없지만 기타쿠마모토 공장의 입환용으로서 사용되고 있다.「피폭 전철」이라고 불리는 경우가 많지만,71은 히로시마 시 원자 폭탄 투하의 시점에서는 시모노세키시에 있는 하타부 공장에 있어, 실제로는 피폭하지 않았다(피폭한 것은 현존하지 않는 72이다).덧붙여 밑주위 뿐만이 아니라 외관에도 제대로 수선의 손이 더해지고 있어 향후도 가능한 한 사용될 것이라고 생각된다.
- 모하 101형(101 - 103)
- 모하 121형(121・122) -옛 일본 국철 쿠하 6000형, 난부 철도(현 난부 선) 인계차
- 모하 201형(201・202) -옛 국철 모하 1형
- 모하 201형(201・203, 2대째) -옛 도큐 3150형
- 모하 301형(301 - 304) -옛 오타큐 1100형
- 500계(501 - 506) -옛 시즈오카 철도 100형
- 모하 601형(601) - 503의 양운전대화 개조차

화차
- 야 1 - 10(유개완급차)-호하 7 8
- 무 1 - 10(무개차)
- 나 1 - 5(장물차)

### 운임
어른 여객 운임(소아 반액・10엔 미만 버림). 2008년 4월 1일 개정.
통근 정기 여객 운임 보통 여객 운임×60×0.6(40%)
통학 정기 여객 운임 보통 여객 운임×60×0.5(50%)
| 킬로수(km) | 보통 운임 (엔) | 통근 정기 1개월(엔) | 통학 정기 1개월(엔) |
| ---------- | -------------- | ------------------- | ------------------- |
| - 2        | 130            | 4680                | 3900                |
| 3          | 160            | 5760                | 4800                |
| 4          | 180            | 6480                | 5400                |
| 5          | 200            | 7200                | 6000                |
| 6          | 240            | 8640                | 7200                |
| 7          | 280            | 10080               | 8400                |
| 8          | 310            | 11160               | 9300                |
| 9          | 340            | 12240               | 10200               |
| 10         | 360            | 12960               | 10800               |
| 11         | 390            | 14040               | 11700               |

### 자전거 반입
전 노선 9:00 - 15:30의 사이는 열차 내에 자전거를 무료로 반입할 수 있다. 다만, 단체 이용시나
악천후시는 이용 불가한 경우가 있다.

### 니시테쓰와의 관계
오랫동안 서일본 철도가 필두 주주였기 때문에 동사와의 관계는 깊고,
승무원의 교습을 니시테쓰 미야노진 전철 교습소에서 실시하고 있는 것 외에 차량의 개조도 니시테쓰 지쿠시 공장에서 행해진 것이 많다.

### 향후에 임해서
구마모토 시측의 기점인 후지사키구마에 역은 중심부로부터 약간 떨어져 있기 때문에,개궤・LRT화를 해 국도 3호의 위에 궤도를 깔아, 구마모토 시영전차의 스이도초 전차 정류장에 직결하는 구상을 구마모토 전기 철도는 제안했다. 완성 후에는 구마모토역 방면과 고시시 방면이 직결되어 편리성이 큰폭으로 향상한다.
한편, 사업비가 100억엔 가까이 들어 동사 단독으로의 실시는 불가능하고, 행정 등의 이해・지원을 얻을 수 없는 경우는 2008년 3월에 철도선을 전폐할 방침을 분명히 하고 있었지만, 2007년 6월 20일 전철측은 철도 사업 철퇴의 철회를 분명히 했다. 이것과 관계해 구마모토현・구마모토시・고시 시는 전철안 외, 시영전차의 후지사키구마에까지의 연장과 동일 홈 환승이라고 하는 형태도 포함해 도심 결절 계획 검토 위원회를 마련해 사업 계획의 책정을 실시해, 2008년 3월, 철도를 폐지해 선로를 버스 전용도에 전용해, 굴절버스나 가이드 웨이 버스를 달리게 하는 신버스 시스템 도입을 바탕으로 검토를 진행시킬 방침을 결정했다. 그 후 동년 6월에 구마모토 전기 철도가 7개년의 경영 재건 계획을 발표해, 투자를 곧바로 할 수 있는 환경에 없는 것으로부터, 2008년 8월, 검토 위원회는 도심부 결절 계획의 검토 자체를 동결하는 것을 결정했다. 현재, 경영체질의 개선을 도모하고 있어 부동산 관련의 매각이나 버스 노선의 정리 통폐합을 진행시켜 철도선의 편리성을 조금이라도 높일 수 있도록 2009년 4월의 다이어 개정으로 전철 편수의 증가를 도모해, 이전까지 20시대에 영업을 끝내던 전철 운전 시간대를 큰폭으로 확대해, 22시대까지 전철이 달리게 되었다.

## 버스 사업

### 사업 개요
철도 사업을 보완하는 목적으로 승합 버스 사업을 시작했다고 한다. 승합 버스는 구마모토역・구마모토 교통센터를 기점으로 구마모토 시 북동부 방면으로 향해서 방사상에 노선이 퍼지고 있다. 대절 버스 사업도 행해지고 있어 관광버스는 현 내에서도 재빨리 슈퍼 관광버스를 도입하는 등 적극적인 운영으로 알려진다. 특정 수송으로서는 양호학교의 통학 버스나 기쿠요정・기쿠치시・고시시 등의 커뮤니티 버스를 위탁을 받아 운행하고 있다.
과거에는 고속버스(구마모토-고베), 쾌속, 급행, 준급 버스(구마모토-기쿠치)를 운행하고 있었던 적이 있다. 2011년 2월에는 특급 버스(구마모토-기쿠치)가 운행 개시했다. 현 내 노선 중 「특급」의 호칭이 이용되는 것은 드문 예이다.

### 영업소
- 본사・대절부-구마모토 시 기타구 무로조노마치 1-1
- 구마모토 전기 철도 쓰지 히사야스 종합 영업소 - 고시시 아이오이 4195-1

### 차량 개설
일본 내 대형 4 메이커 전사의 차량을 사용하고 있다. 차체는 서일본 차체 공업제가 중심이다. 근년은 저상 버스의 도입이 진행되는 한편, 중고차의 구입도 많아지고 있다. 도장은 일반 노선차는 흰 바탕에 적・청의 띠이지만,저상 버스는 황색 바탕에 곰을 모티프로 한 구마모토 전철의 마스코트 캐릭터 「아이미 군」의 일러스트를 넣은 도장이 되어 있다. 대절차는 흰 바탕에 짙은 감색, 적색 농담 4색 띠이다. 이전에는 구마모토-기쿠치간에 2층 버스 모델인 닛산 디젤 스페이스 드림을 운행하고 있었지만, 1994년경에 폐차가 되었다. 일반 노선에의 투입이라고 하는 점으로 희소인 예이다.

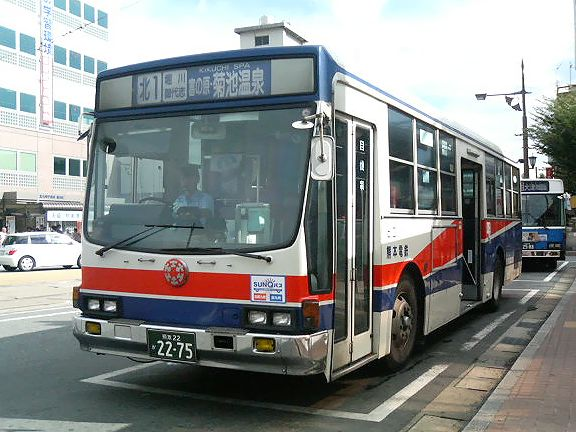
승합 버스
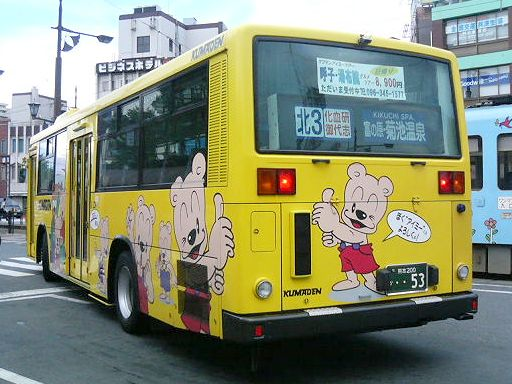
저상 버스용 도장의 차량(사진의 차량은 원스텝)
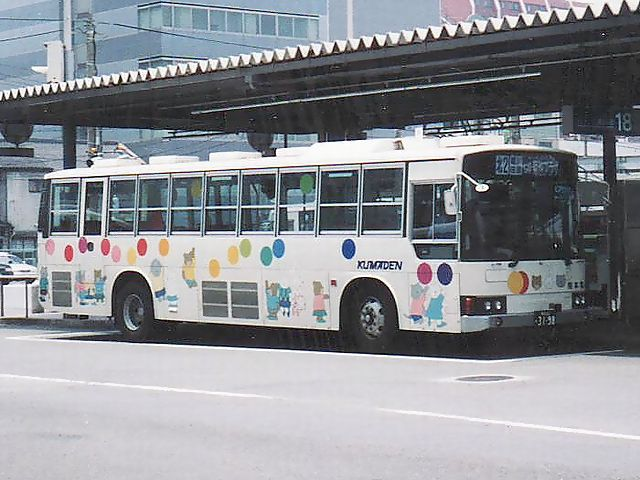
가나가와 중앙 교통의 갤러리 버스 「가나 호」를 양도한 차량. 도장 변경하지 않고 사용하고 있다.
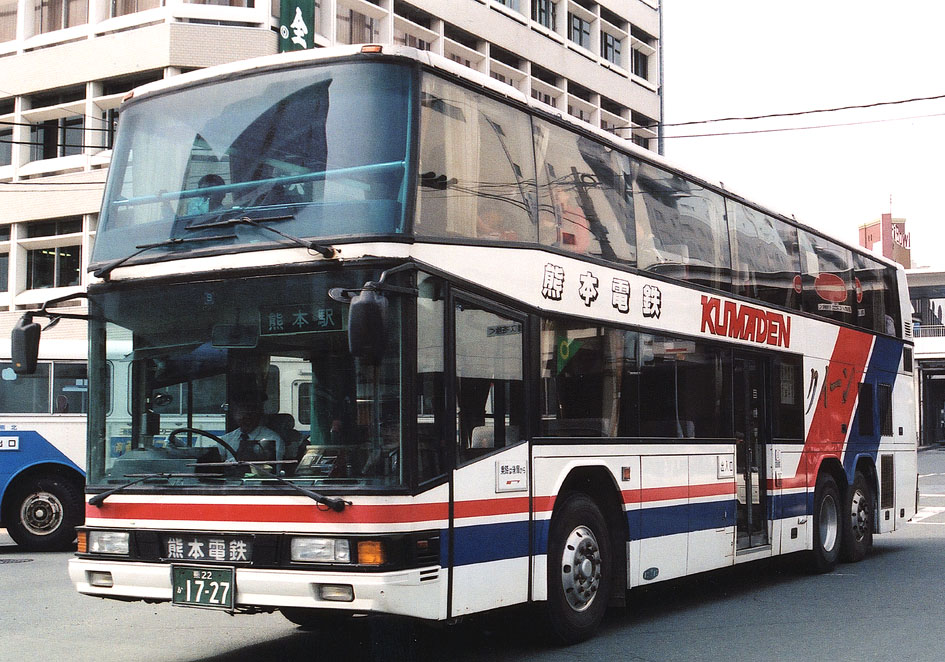
과거의 차량:일반 노선으로 투입된 2층 버스
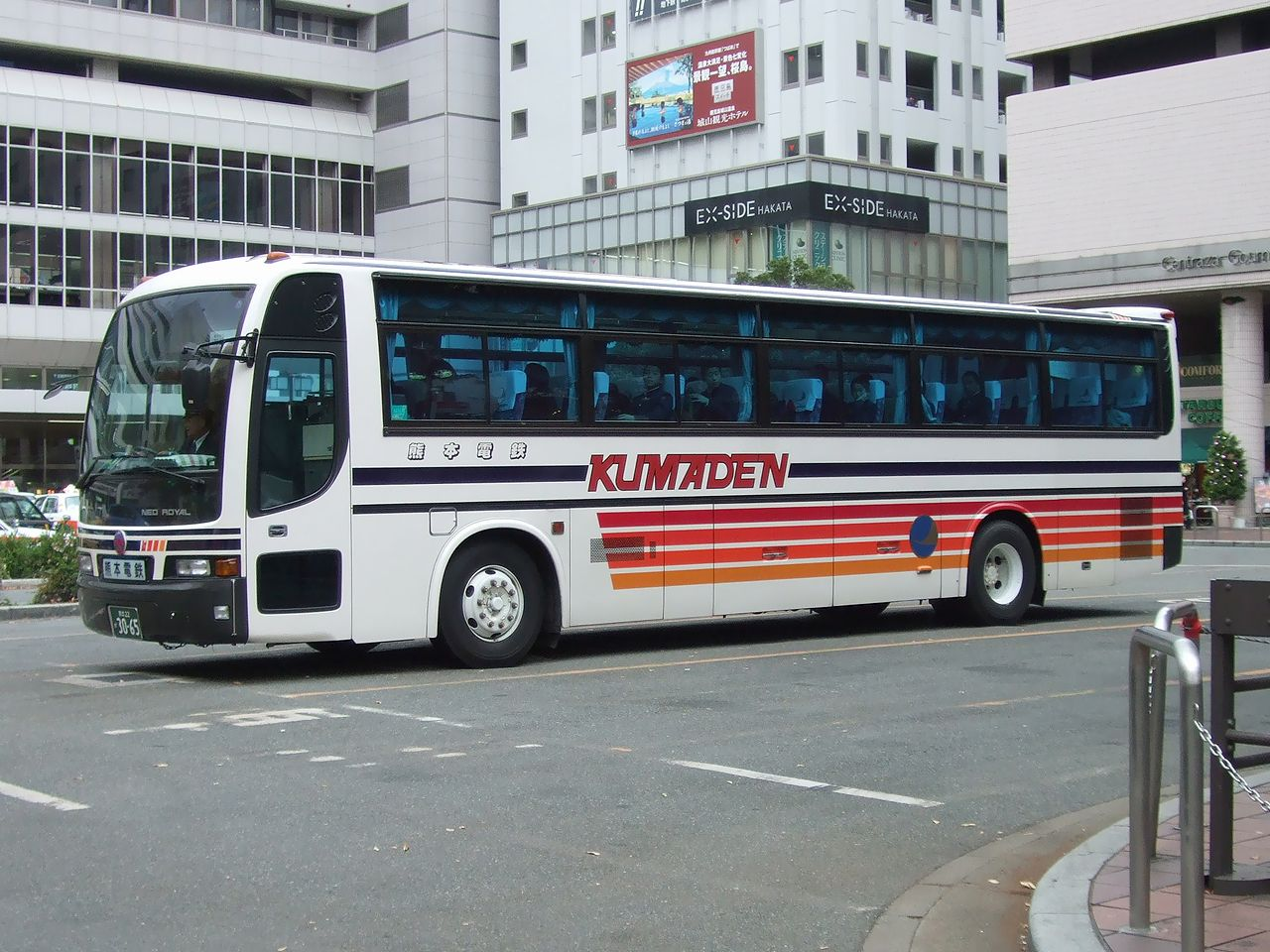
대절 버스

### 승합 버스의 운행 노선
현재의 운행 노선은 크게 나누어 기쿠치 선과 시내선으로 나눌 수 있다.
기쿠치 선은 구마모토시와 기쿠치시를 연결하는 간선과 거기에 부수하는 지선들로 된다.
시내선은 구마모토 시 중심부와 신치 단지・구스노키 단지・무사시가오카 단지를 묶는 노선, 구마모토 시 중심부와 야마무로 지구를 묶는 노선, 또 그 지선들로 된다. 구마모토 시외에도 노선이 있다.

#### 운행하고 있는 시,정
- 구마모토시
- 기쿠치시
- 야마가시
- 고시시
- 기쿠요정
- 오즈정

### 버스의 계통 번호
구마모토 시에 노선 연장하는 버스에는 계통 번호가 표시되고 있다. 구마모토 전철 버스에는 북 1 -북 9(북 7은 결번)・코 1・코 10・코 18・현 33 - 35를 할당할 수 있다. 북쪽은 시미즈 경유, 코는 飼橋経由 경유로, 원칙 왕복과도 같은 번호를 표시하지만 현청 행의 경우만 현 33 -현 35의 번호가 된다(현 33의 귀로는 북쪽 1・현 34는 북쪽 5・현 35는 북쪽 9가 된다).

#### 고속버스

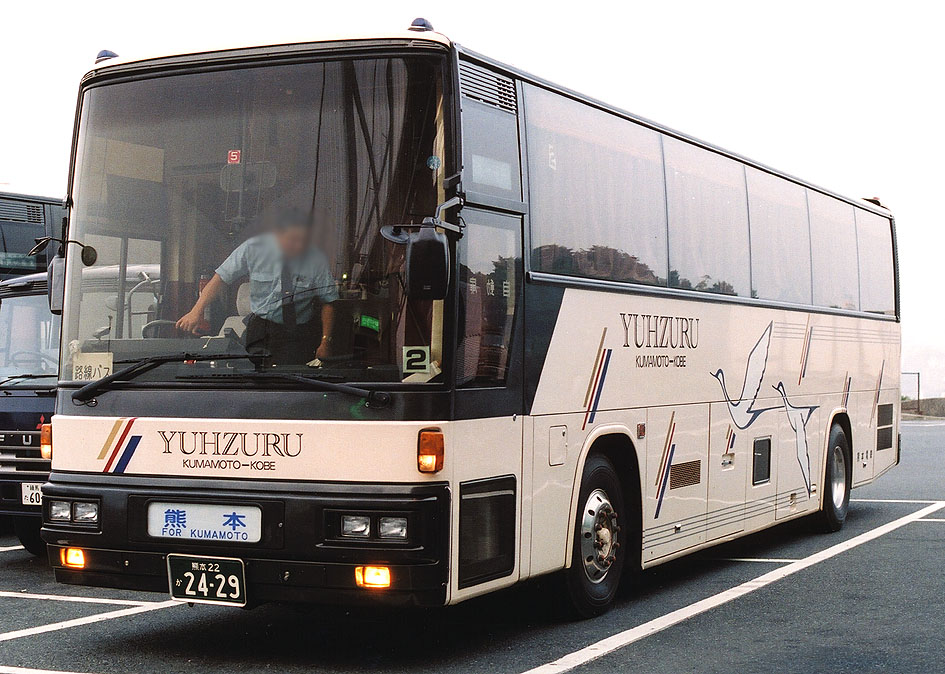
일찍이 운행하고 있던 고속버스 「유우즐호」(구마모토-고베)

1990년부터 고베시・히메지시와 구마모토시를 연결하는 심야 고속버스「유우즐호」를 산요 전기 철도(현：산요 버스)와 공동 운행하고 있었지만, 1998년 3월 30일에 폐지되었다. 그 후, 2007년 4월 1일부터 9월 30일의 기간 한정으로 금・토,일요일 및
휴일에 후쿠오카시와 야마가시・기쿠치시를 연결하는 주행 고속 노선을 서일본 철도・규슈 산쿄 버스와 공동 운행하고 있었지만, 이것도 운행 기간 만료에 의해 운행 종료되어, 2007년 10월 1일 이후는 고속버스 분야에 참가하고 있지 않다.

#### 커뮤니티 버스
2001년부터 2005년 3월까지 구마모토 시 교통국・규슈 산쿄 버스・구마모토 버스와 공동 운행하고 있었다. 그 후,후지사키구 순환선으로서 당사 단독으로 운행하고 있었지만, 이쪽도 2012년 3월 31일의 운행을 끝으로 종료했다.

## 그 외의 사업
부동산업, 보험대리점, 자동차 정비 사업 등을 실시하고 있다. 이전에는 택시사업도 하고 있었지만, 현재는 자회사의 구마모토 전철 택시에 이관되었다. 또, 서점 「아뮤~즈」의 경영을 실시하고 있었지만, 시가 중심부에 대형 서점의 진출이 잇따랐기 때문에 2007년 6월말로서 폐점했다.

### 그룹 기업
- 구마모토 전철 택시
- 기쿠치 그랜드 호텔-기쿠치 온천의 대형 여관
- 구마모토 전철 관광-손해 보험 대리업, 광고업
- 다카유바루 컨트리 클럽-마시키정의 골프장

## 같이 보기
- 일본의 철도 회사 목록

## 참고
1. ↑  국토
교통성 철도국 감수 「헤세이 18년도 철도 요람」에 의한
2. 1 2  구마모토 전철, 경영 재건에 감소 증자 레저 시설 매각 - 「NIKKEI NET」2008년 6월 4일
3. ↑  주된 양수처는 게이힌 급행 버스・나고야 시영 버스・고베 시영 버스・가나가와 중앙 교통등이다.

- TV 구마모토 - 구마모토 전기 철도가 설립에 관련되어, 필두 주주였다.